# Shorea richetia
Shorea richetia là một loài thực vật thuộc họ Dipterocarpaceae. Đây là cây có tán rộng, cao tới 40 m, và đặc hữu của Borneo. Nó được ghi nhận tại Vườn quốc gia Kubah ở Sarawak, Malaysia.